# Amir Karaoui
Amir Karaoui, né le 3 août 1987 à Amnéville (France), est un footballeur international algérie
Depuis 2013, il totalise une sélection en équipe nationale d'Algérie.

## Biographie

### En club
Amir Karaoui commence le football enfant en tant qu'amateur au club de la ville de Rombas en Moselle. Devenu adolescent, il jouera pour le club du RS Magny en Moselle (division d'honneur régionale) mais sera contraint d'arrêter la pratique du football en club le temps d'une saison pour privilégier ses études.
Il finira par revenir au club de Rombas en refusant de signer au CSO Amnéville pour finalement rejoindre le club du CS Longwy.
Durant cette période, il sera particulièrement attentif à l'évolution de sa carrière et se fera remarquer pour s'essayer au football professionnel.
C'est en décembre 2008 qu'il rejoindra le pays d'origine de ses parents, l'Algérie, afin d'y passer des tests qui se révèleront concluant.
Il intègre alors le club du MC El Eulma, nouveau promu en division 1, et dispute deux saisons avec ce club.
En 2011, il sera transféré à l'ES Sétif et deviendra en 2012, champion d'Algérie et vainqueur de la Coupe d'Algérie.
En 2013, il remportera le titre de champion d'Algérie pour une seconde fois.
Arrivé en fin de contrat à Sétif, il décidera de signer le 11 juillet 2014 pour deux saisons au MC Alger.

### En équipe nationale
Le 2 septembre 2013, alors que la liste des 23 joueurs devant affronter le Mali est déjà publiée, Vahid Halilhodžić sélectionneur de l'Algérie décide de l'appeler en sélection à la suite de la défection de Azzedine Doukha et Liassine Cadamuro. Le jeune milieu de terrain se voit ainsi offrir la possibilité de participer aux éliminatoires de la Coupe du monde 2014.
Lors de ce match, Amir entre à la 63e minute à la place de Mostefa et fête ainsi sa première sélection. Lors de la conférence d'après-match, Vahid Halilhodžić déclare qu'il suivait le joueur depuis près d'un an mais que des problèmes administratifs l'empêchaient de le sélectionner plus tôt.
Le 12 mai 2014, Vahid Halilhodžić, le sélectionneur de l'équipe nationale d'Algérie rend public une liste de 30 joueurs en prévision de la Coupe du monde de 2014 au Brésil sur laquelle Amir figure. Toutefois, il ne sera pas retenu parmi les 23 envoyés au Brésil.

## Palmarès
- 2012: Champion d'Algérie et vainqueur de la Coupe d'Algérie (ES Sétif)
- 2013: Champion d'Algérie (ES Sétif)
- 2014: Vainqueur de la Supercoupe d'Algérie (MC Alger)
- 2016: Vainqueur de la Coupe d'Algérie (MC Alger)